# Велика рајска птица
Велика рајска птица (Paradisaea apoda) је рајска птица рода Paradisaea.
Карл фон Лине је ту врсту назвао Paradisaea apoda, или "рајска птица без ногу", јер су је аутохтони становници Нове Гвинеје у раном слању за Европу припремали без крила и ногу; то је довело до погрешног схватања да су ове птице биле лепе посетитељке из раја које су њихове перјанице држале изнад земље и које никада нису дотакле земљу до смрти.

## Опис
Велика рајска птица је највећи члан рода Paradisaea, са мужјацима до 43 cm (17 in) (искључујући дугачка двострука репна пера). Женка је већа, има 48 cm (19 in). Перје ове врсте је такође полно диморфно. Мужјак има преливајуће зелено лице и жуту сјајну сребрну круну, главу и потиљак. Остатак тела је кестењастосмеђе боје. Бочно перје је жуто у основи, постаје бело и прошарано кестењастом бојом. Женка има кестењасто смеђе перје. Код оба пола шареница је жута, а кљунови плави.

## Дистрибуција
Велика рајска птица распрострањена је у низијским и брдским шумама југозападне Нове Гвинеје и Ару острва, Индонезија. Исхрана се састоји углавном од воћа, семена и малих инсеката. Сер Вилијам Инграм је малу популацију алохтоне врстеувео на острво Мали Тобаго у Западној Индији 1909 -1912. године у покушају да спаси врсту од изумирања због претераног лова због трговине. Уведене популације су преживеле најмање до 1966. године   али су највероватније сада изумрле. Птица се и даље појављује на новчаници од 100 долара за Тринидад и Тобаго.

## Понашање и екологија

### Исхрана
Велике рајске птице, као и већина њихових рођака, воле воће и чланконожце; птице се често налазе у потрази за храном у сарадњи са другим врстама рајских птица, па чак и са другим врстама птица. Алфред Валас је у Малајском архипелагу приметио да постају активни пре изласка сунца, када њихови гласови одјекују шумом, док се крећу у различитим смеровима у потрази за храном.

### Удварање и узгој
Мушке велике рајске птице, као полигони узгајивачи, доживљавају селекцију од стране женки, јер женке бирају мушке парове на основу индиректних генетских предности које повећавају кондицију потомства. Будући да мужјаци не доприносе потомству на било који други начин (тј. путем родитељског старања), женке морају проценити мушку подобност кроз ритуале удварања, о чему се говори у следећим одељцима. 

#### Плес
Мужјаци се појављују на дрвећу изнад земље и окупљају се у леку или „терену“ ради индивидуалног приказивања за женке. Мужјаци ће се у почетку окупљати око заједничких изложбених простора на секундарном седалу, далеко од главних доступних седала за гледање, и брзо замахнути крилима. Затим ће се пребацити на главне видиковце, подижући своје велике перјанице на задњици преко леђа и пружајући крила (Поза 1). Накнадно притискају своје тело близу грана на којима се налазе, увлаче крила, остављају подигнуте репове и скачу или се јуре дуж своје гране (Поза 2). Птице ће се тада укочити са кљуновима упереним према доле, још једном испружити крила, са перјем још увек усправним (Поза 3). Мужјаци ће заузети овај последњи положај, који се назива „цветни положај“ када су женке присутне, ради инспекције, али ће се уздржати и остати у положају два, крећући се синхроно, када су женке одсутне.
Мужјаци ће често међусобно посећивати изложбене просторе, који се налазе релативно близу један другом, али ће већину својих представа изводити на заједничком терену. Друга понашања удварања изван физичког плеса могу се састојати од брисања кљунова, при чему мужјак зауставља плес и чешља обе стране кљуна по грани, као и кидања лишћа, вешања наопако са гране, и вокализације. 

#### Позиви[4]
Мужјаци користе осам варијација позива, који се у ритуалима удварања обично називају „вауци“, а сваки је повезан са делом плеса удварања:
- Растући позив: Низ од четири или пет „ваукова“ који се понављају у интервалима од једне секунде. Прве две ноте су приближно једнаке јачине, а наредне две или три све веће јачине и интензитета.

- Брзи позив: Низ брзих "ваукова", сви једнаке јачине, испоручени у рафалима од неколико у секунди, праћени ударцима крила. Ови позиви се обично изводе када је женка у близини и у корелацији са позом један.

- Позив крила: Једини позив који није „ваук“, ова вокализација се састоји од продорних „ее-ак“ нота које се понављају више пута. Овај позив прати постављање крила (поза 1) и наизменично са брзим позивом.

- Пумпајући позив: Много бржа верзија брзог позива, до тачке у којој се звук позива спаја у један звук „ва-ва-ва“. Ови позиви трају до десет секунди.

- Баа позив: Након пумпајућег позива, мужјаци ће извести неколико назалних „баа“ нота у комбинацији са померањем у позу три.

- Назални позив: Изненаднија и назална верзија позива баа упућена након што мужјак напусти примарну грану за гледање на терену.

- Чугич позив: Може се обавити пре или након назалног позива; састоји се од грлене ноте "чугич".

Дневни ритам приказа
Мужјаци већину свог времена током сезоне парења проводе на свом изложбеном месту. Почињу да зову пре изласка сунца и престају недуго после заласка сунца. Хране се врло кратко и ретко, удаљавајући се од изложбеног простора по врелом поподневу и враћајући се пре сумрака. Ово понашање при парењу најчешће се јавља између марта и маја, па поново од августа до децембра, али се може јавити и током других делова године.

## Статус
Уобичајена врста у свом родном подручју, велика рајска птица је оцењена као најмања брига на  Црвеној листи IUCN угрожених врста. Наведена је у Додатку II СИТЕС-а .